# Simeon Price
Simeon Price (n. 16 mai 1882, Saint Louis, Missouri, SUA – d. 16 decembrie 1945, Washington, D.C., District of Columbia, SUA) a fost un jucător de golf ce a reprezentat Statele Unite ale Americii, medaliat olimpic. A participat la o ediție a Jocurilor Olimpice (1904) în care a câștigat o medalie de bronz.

## Participări
Lista de mai jos prezintă principalele competiții la care a participat Simeon Price de-a lungul carierei.
- golf at the 1904 Summer Olympics – men's team[*]